# 多斑擬鱸
多斑擬鱸，又稱多斑虎鱚，俗名海狗甘仔、舉目魚、沙鱸，為輻鰭魚綱鱸形目鱷鱚亞目虎鱚科的其中一種。

## 分布
本魚分布於印度洋－西太平洋區，包括南非、東非、紅海、葉門、留尼旺、馬爾地夫、泰國、印度、可可群島、中國、日本、韓國、台灣、越南、菲律賓、印尼、巴布亞紐幾內亞、澳洲、東加、庫克群島、薩摩亞群島、馬紹爾群島、新喀里多尼亞、斐濟等海域。

## 深度
水深2至22公尺。

## 特徵
本魚體近圓柱形，腭骨無齒，下頷外列齒8枚，背鰭中央一鰭最長且最後一棘之末端與第一軟條鰭膜相連，頰部有4至8條暗色斜淺紋，體側下方有3至5個黑色白邊的圓斑，尾鰭中央有一黑色輪紋，臀鰭有一列黑點，背鰭硬棘5枚；背鰭軟條21至22枚；臀鰭硬棘1枚；臀鰭軟條17至18枚，體長可達29公分。

## 生態
本魚棲息在岩岸較淺水域之岩礁或珊瑚礁海域，屬肉食性，以小型浮游動物為食。

## 經濟利用
可食用，適合油炸，但多以下雜魚處理。